# Chifres de consagração

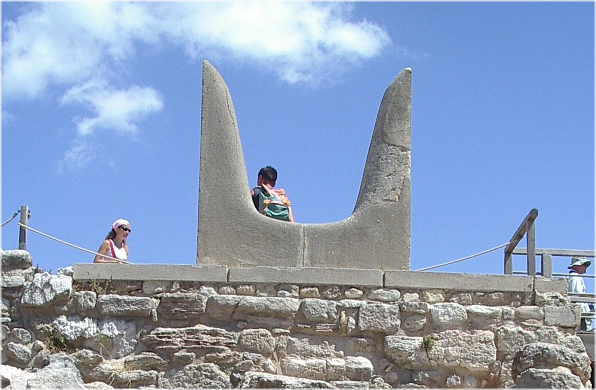
Os reconstruídos Chifres de consagração de Cnossos.

Chifres de consagração é uma expressão cunhada por Sir Arthur Evans para descrever o símbolo, onipresente na Civilização Minoica, que representa os chifres do touro sagrado: Sir Arthur Evans concluiu, após notar numerosos exemplos em contexto minoico e micênico, que os Chifres da Consagração foram "mais ou menos convencionalizados como itens do mobiliário ritual derivados dos chifres dos bois reais de sacrifício". Os tão fotografados chifres da consagração de calcário do Propileia Oriental de Cnossos são restaurações, mas chifres de consagração em pedra ou argila foram edificados no telhado de edificações da Creta neopalacial, ou em tumbas ou santuários, provavelmente como sinais de santidade da estrutura. O símbolo também aparece em selos minoicos, frequentemente acompanhado de lábris e bucrânios, que são parte de uma iconografia do sacrifício minoico do touro. Chifres de consagração estão entre as imagens de culto dos caixões minoicos chamados lárnaques, às vezes de forma isolada; eles podem ter flores entre os chifres, ou lábris.